# غازي فيصل
غازي فيصل شخير الهيمص الزبيدي (ولد في أربعينيات القرن العشرين - توفي 2021)، مذيع ومخرج عراقي عمل في دائرة الإذاعة والتلفزيون العراقي منذ بداية تأسيسه، وهو يعد شيخ المذيعين في العراق، ومن أوائل العاملين في التلفاز العراقي.

## الولادة والنشأة
ولد في مدينة الشوملي بمحافظة بابل أواسط الأربعينيات في بيت كان فيه جده شخَيّـر الهيمص الزبيدي من الثوار الأوائل ضد الاحتلال البريطاني للعراق في ثورة 1920 وكانت اجتماعات الثوار تقام في بيته الذي كان يسمى القلعة. تدرج في مسار التعليم في مدينته الشوملي، وكان يشارك في مسابقات الخطابة في أثناء دراسته المتوسطة، ويشجعه على المشاركة فيها أستاذه في اللغة العربية حميد خلخال الذي أصبح وزيرًا فيما بعد، وكان أن تنبأ له بأن يصبح مذيعاً ولقي منه كل رعاية وتشجيع، وتواصل مع مهرجانات الخطابة في مرحلة الدراسة الإعدادية على مستوى أوسع ونمت موهبته أكثر فأكثر وكان نصيبه المرتبة الأولى في تلك المسابقات.

## أعماله وشهرته
بدأ غازي مشوارهُ الإذاعي عام 1965 ورافق اسمه البرامج الدينية بشكل ملحوظ أكثر من البرامج السياسية، وهو من أذاع بيان الحكومة العراقية في إعلان الحرب العراقية الإيرانية سنة 1980 م، ونال شهرة واسعة بين مشاهديهِ من خلال مواهبهِ في الإلقاء والحوار عبر برامج التلفاز والإذاعة العراقية. وعمل تحت إدارة مدير التلفاز وقتها محمد سعيد الصحاف حتى عام 1974، ثم شغل منصب مدير قسم المذيعين في إذاعة بغداد.
وكان من عائلتهِ النائب في البرلمان العراقي مهدي شخير الهيمص وكذلك عبود شخير الهيمص اللذانِ كانا نائبين في مجلس النواب عن لواء الحلة في عهد المملكة العراقية.

## وفاته
تُوفي في أحد مستشفيات القاهرة يوم الجمعة 10 كانون الأول عام 2021م، بعد معاناة طويلة من مرض عضال.